# Pareugyrioides longipedata
Pareugyrioides longipedata är en sjöpungsart som först beskrevs av Sluiter 1904.  Pareugyrioides longipedata ingår i släktet Pareugyrioides och familjen kulsjöpungar. Inga underarter finns listade i Catalogue of Life.